# Burgstall Großwendern
Der Burgstall Großwendern, im Volksmund auch Steinelburg, ist eine abgegangene Burg vom Typus einer Turmhügelburg (Motte) etwa 900 Meter nordnordöstlich der Ortsmitte von Großwendern, einem Gemeindeteil von Marktleuthen im Landkreis Wunsiedel im Fichtelgebirge in Bayern.
Der Burgstall stammt aus vorurkundlicher Zeit, so dass der ursprüngliche Name der Anlage unbekannt ist. Die Bezeichnung Steinelburg stammt von einem der letzten Besitzer des Grundstücks namens Wolfgang Steinel aus Großwendern, der als Landwirt das Waldgebiet nutzte und auf dem Gelände eine Gaststätte bauen wollte. Tradition haben Theorien, die auf der Suche nach der Verortung der sogenannten Dietrichsburg dort einen passenden Standort vermuten, diese wird 1356 in einer Verkaufsurkunde der Wilden an die Burggrafen von Nürnberg in einer Aufzählung des Besitzes genannt. Die Zuschreibung als Fliehburg für die Landbevölkerung gilt als überholt.
Die Anlage ist von Westen durch einen sichelförmigen, Wälle verstärkten Graben gesichert. Dahinter liegt ein Plateau. Nach Osten ist das Gelände abschüssig und war durch sumpfiges Gelände um den Wenderner Bach schwer zugänglich. Der Burgstall Foerles-Neudürrlas weist Ähnlichkeiten in der Gestaltung der Anlage auf. Auffällig ist das Vorkommen von Bänderschiefer am östlichen Ende des Plateaus. Einschnitte in genannte Strukturen sind überwiegend auf jüngste waldwirtschaftliche Nutzung zurückzuführen. Möglicherweise stand die Anlage in Bezug zur Burg Epprechtstein und sicherte wichtige Verbindungsstraßen. Das Rittergut in Großwendern kann als Nachfolgebau des Burgstalls angesehen werden und gehörte zunächst der Familie von Hirschberg, ebenso wie die heutige Ruine Hirschstein, womit auch Zusammenhänge zu diesem Einflussbereich bestehen. Als Forstmeister des Reichsforstes sind die Forster von Selb von lokaler Bedeutung.